# USS Arizona (BB-39)
«Аризона» (англ. USS Arizona) — американский линкор типа «Пенсильвания». Спущен на воду 19 июня 1915 года. 

## Служба в довоенный период
«Аризона» служил в составе Атлантического флота, базируясь на Норфолк. 30 ноября 1918 года прибыл в Англию и был включен в состав 6-й дивизии линкоров Гранд-флита. 11 мая 1919 года линкор «Аризона» прибыл в турецкий порт Смирна, захваченный греческими войсками, для демонстрации флага и обеспечения прав американских граждан и беженцев. в 1921 году линкор переведён в состав Тихоокеанского флота. В 1933 году экипаж линкора принимал участие в ликвидации последствий землетрясения в Лонг-Бич.

## Служба в годы Второй Мировой войны и гибель
Осенью 1940 г. «Аризона» прошел ремонт и модернизацию в Бремертоне. 22 октября  «Аризона» столкнулся с ЛК «Оклахома». 
7 декабря 1941 года линкор «Аризона» находился в Пёрл-Харборе у внешнего пирса «линкорного ряда» имея по левому борту плавмастерскую «Vestal». ЛК «Аризона» был атакован горизонтальными бомбардировщиками B5N2 с авианосца «Кага» и, по японским данным, сверхмалой ПЛ. Одна торпеда попала в район 35 шпангоута, но разрушения оказались незначительными. Одновременно «Аризона» получила от 5 до 8 попаданий 800 кг бомб. Одна из бомб, пробив палубу рядом с барбетом башни ГК №2, взорвалась в нештатном складе для хранения пороховых зарядов корабельной катапульты. В результате, «Аризона» легла на грунт носовой частью, и несмотря на своевременные усилия по борьбе за живучесть корабля, скоро линейный корабль «Аризона» лег кормой на грунт. 29 декабря 1941 года «Аризону» исключили из боевого состава, а 1 декабря 1942 года из списков флота. Как корабль, погибший в бою под огнём противника, USS Arizona награждена боевой звездой.

## Мемориал линкора «Аризона»
В начале 1960-х годов, в память о трагедии в Пёрл-Харборе, американцы возвели над лежащим под водой корпусом линкора мемориал. Ежегодно 7 декабря здесь проходит христианская поминальная служба-молебен по душам погибших моряков и лётчиков. 

## Галерея

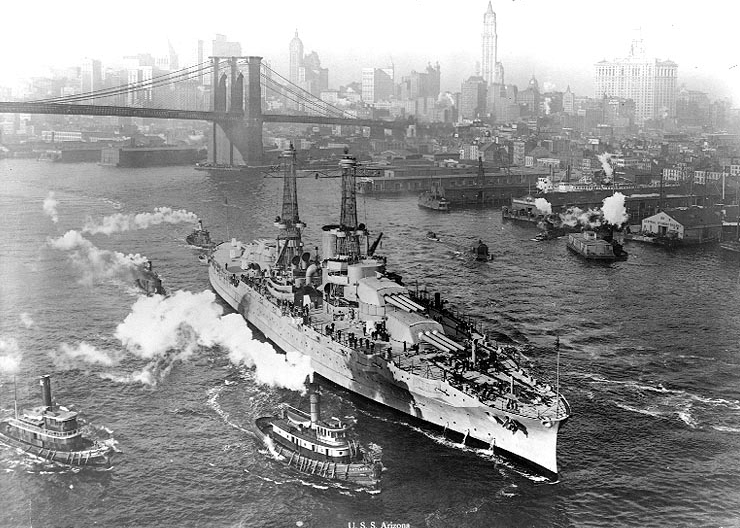
Линкор «Аризона» на фоне Бруклинского моста в Нью-Йорке
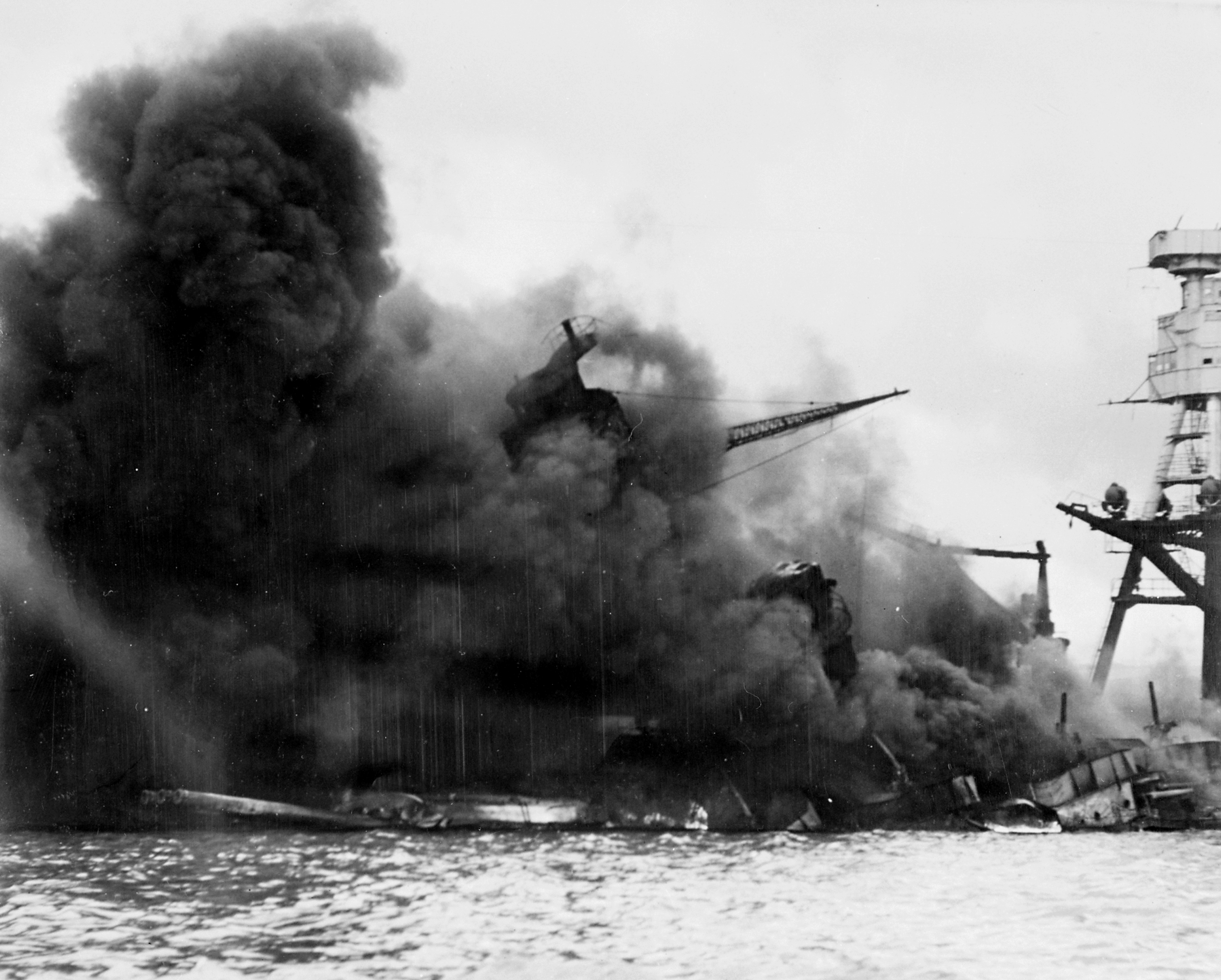
Линкор «Аризона» тонет после взрыва, вызванного попаданием японской бомбы
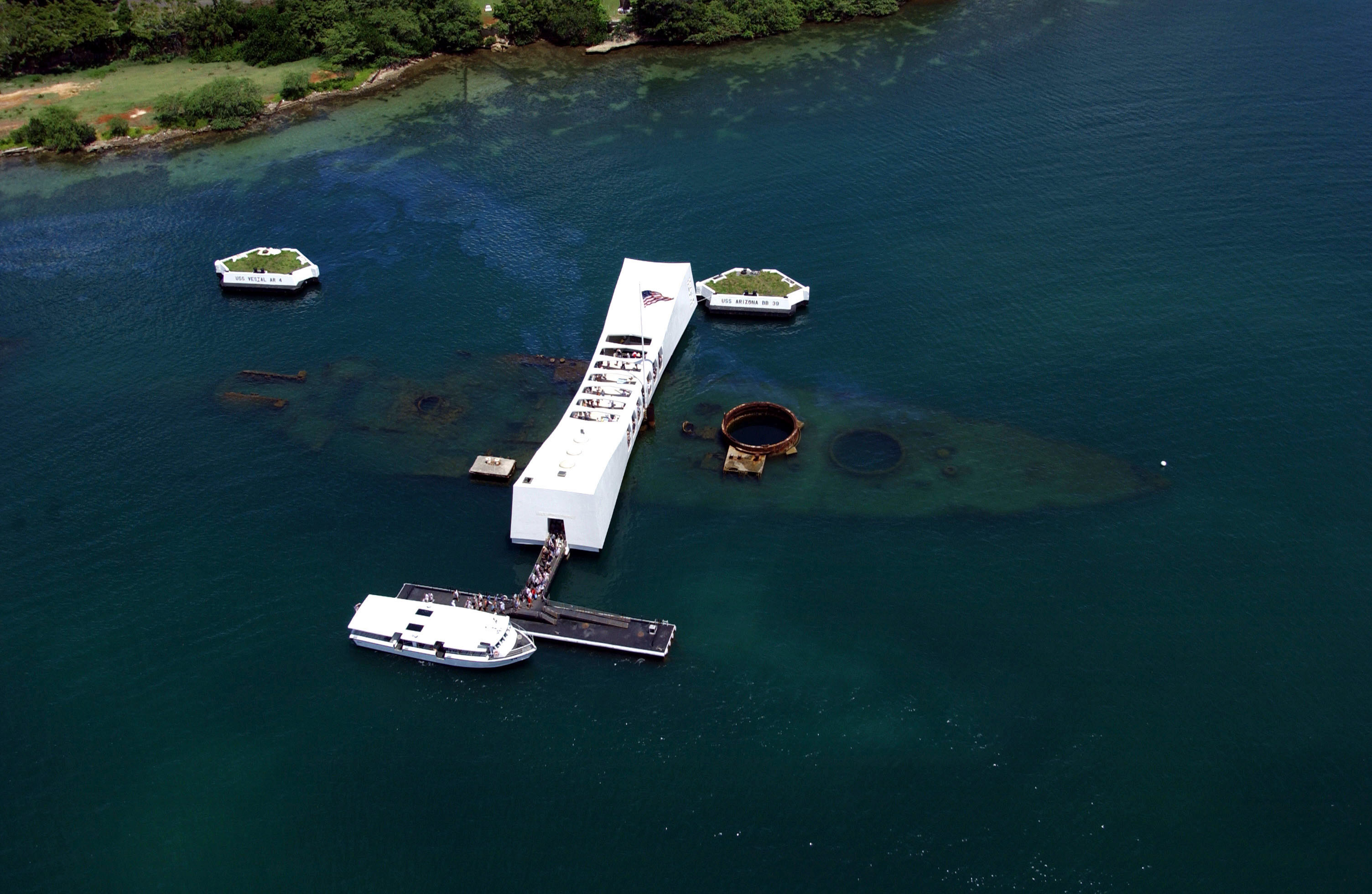
Мемориал над корпусом «Аризоны». Хорошо видны очертания затонувшего линкора и пятна масла на поверхности воды — «слёзы» корабля.

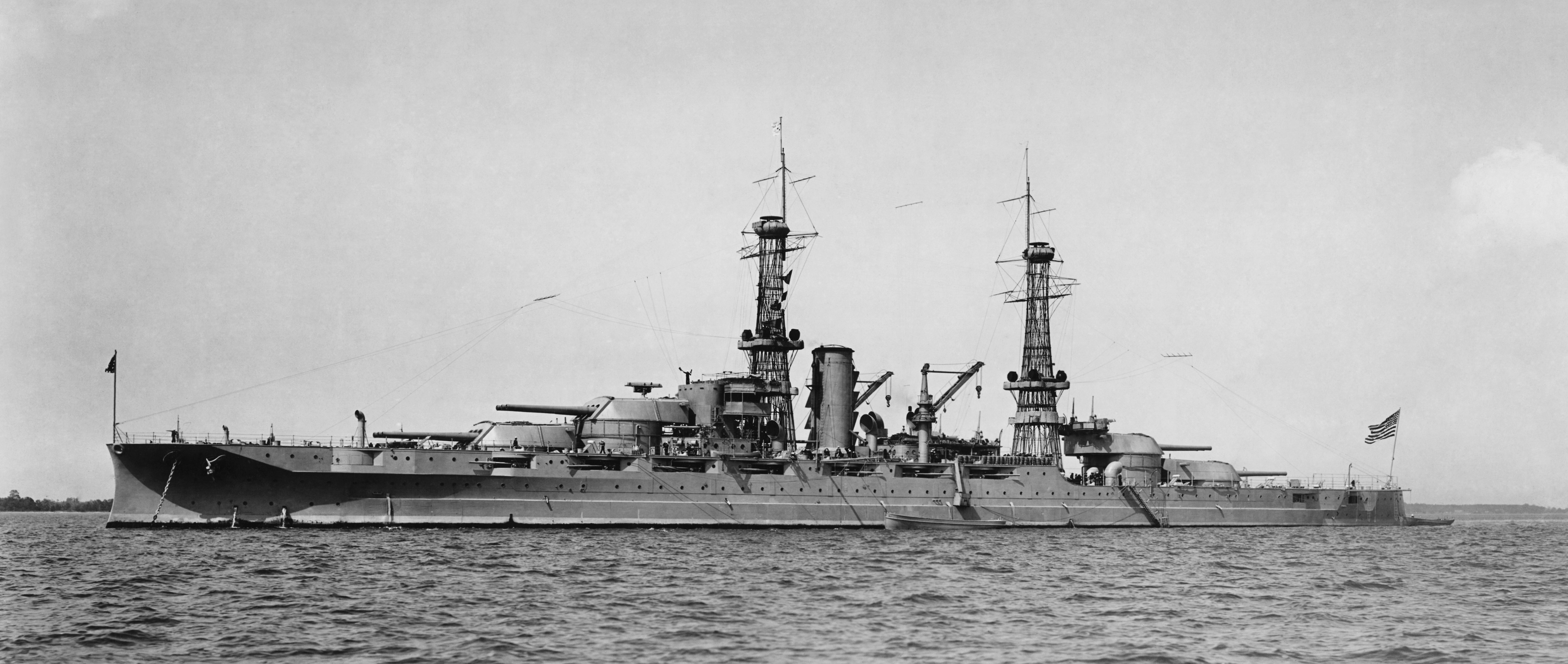
USS Arizona в 1930 году